# Annie Wersching
Annie Wersching, född 28 mars 1977 i Saint Louis, Missouri, död 29 januari 2023 i Los Angeles, Kalifornien, var en amerikansk skådespelare. Hon är bland annat känd som Renee Walker i 24 och Julia Brasher i Bosch.

## Filmografi
- 2002 – Star Trek: Enterprise (TV-serie)
- 2002 – Birds of Prey (TV-serie)
- 2003 – Frasier (TV-serie)
- 2003 – Angel (TV-serie)
- 2003 – Bruce Almighty
- 2004 – Förhäxad (TV-serie)
- 2005 – Out of Practice (TV-serie)
- 2005 – Killer Instinct (TV-serie)
- 2005 – E-Ring (TV-serie)
- 2006 – Cold Case (TV-serie)
- 2006 – Boston Legal (TV-serie)
- 2007 – Supernatural (TV-serie)
- 2007 – General Hospital (TV-serie)
- 2007 – Journeyman (TV-serie)
- 2009 – 24 (TV-serie)
- 2010 – Below the Beltway
- 2010 – CSI: Crime Scene Investigation (TV-serie)
- 2010 – NCIS (TV-serie)
- 2011 – No Ordinary Family (TV-serie)
- 2011 – Rizzoli & Isles (TV-serie)
- 2011 – Hawaii Five-0 (TV-serie)
- 2012 – Harry's Law (TV-serie)
- 2013 – Body of Proof (TV-serie)
- 2013 – Dallas (TV-serie)
- 2013 – Touch (TV-serie)
- 2013 – Revolution (TV-serie)
- 2013 – Castle (TV-serie)
- 2014 – Intelligence (TV-serie)
- 2014 – Bosch (TV-serie)
- 2014 – Blue Bloods (TV-serie)
- 2014 – Extant (TV-serie)
- 2015 – The Vampire Diaries (TV-serie)
- 2016 – Code Black (TV-serie)
- 2016 – The Catch (TV-serie)
- 2016 – Major Crimes (TV-serie)
- 2017 – Timeless (TV-serie)
- 2017 – Doubt (TV-serie)
- 2017 – Runaways (TV-serie)
- 2018 – Hell's Kitchen (TV-serie)
- 2019 – The Rookie (TV-serie)
- 2022 – Star Trek: Picard (TV-serie)